# Echilibru ecologic
Echilibrul ecologic reprezintă ansamblul stărilor și interrelațiilor dintre elementele componente ale unui sistem ecologic, care asigură menținerea structurii, funcționarea și dinamica ideală a acestuia.
În sens ecologic, prin echilibru ecologic (dinamic, biologic) se înțelege starea în care un sistem biologic (individ, populație, biocenoză) sau mixt (ecosistem) se menține în aproximativ aceleași limite, prezentând slabe fluctuații în timp și spațiu ca urmare a interdependenței indivizilor sau a părților care îl compun.
Echilibrul ecologic, de obicei același lucru cu echilibrul natural, reprezintă starea în care se află un ecosistem natural în care lanțul trofic este corect echilibrat.
Existența echilibrului ecologic a fost constatată empiric încă din trecut, dar analizată și fundamentată teoretic în secolul al XX-lea, ca urmare a distrugerilor provocate de intervențiile umane în lanțul trofic și de dezvoltarea unei științe a echilibrului natural al viului, ecologie.
Ca urmare a dezechilibrului ecologic provocat de țările industrializate atât pe teritoriul lor cât și pe teritoriul altor state s-a putut constata că natura nu dispune întotdeauna de mijloace pentru refacerea echilibrului ecologic, în foarte multe situații fiind necesară intervenția recuperatoare a omului.
Apa este parte integrantă din patrimoniul public și constituie un factor determinant în menținerea echilibrului ecologic.
Menținerea echilibrului ecologic presupune adoptarea unei strategii, aplicarea unor instrumente de ordin economic, tehnic, juridic și instituțional care să asigure protejarea efectivă și durabilă a mediului înconjurător.